# Борнеол
Борнеол (слева) (эндо-1,7,7-триметилбицикло-[1,2,2]-гептанол-2) — относится к терпеновым спиртам.
Изоборнеол (справа) — (экзо-1,7,7-триметилбицикло-[1,2,2]-гептанол-2).

## Свойства
|                       | Тпл, °C | Ткип, °C | Твсп, °C | d420      | [α]D20, °            |
| --------------------- | ------- | -------- | -------- | --------- | -------------------- |
| (+)- и (-)-Борнеол    | 208—209 | 212      | 65       | 1,01—1,02 | ±37,9 (эфир, бензол) |
| (+)- и (-)-Изоборнеол | 214     | 214      | —        | —         | ±33,6 (этанол)       |

Бесцветные кристаллы с характерным хвойным запахом; плохо растворим в воде, хорошо — в малополярных органических растворителях, в том числе в спиртах.
При окислении борнеол и изоборнеол превращаются в камфору, при действии кислотных катализаторов изоборнеол легче, чем борнеол, дегидратирует с образованием камфена (перегруппировка Вагнера — Меервейна), а также легче образует простые эфиры и труднее — сложные эфиры.
Малотоксичны, однако действуют на центральную нервную систему, снижают артериальное давление.

## Нахождение в природе
Борнеолы и их сложные эфиры широко распространены в природе. Борнеол впервые обнаружен и долгое время получался из растения Dryobalanops camphora, родиной которого являются острова Суматра и Калимантан. Это высокое (60 м и выше) дерево, содержащее в эфирном масле правовращающий борнеол, или, как его раньше называли, борнейскую камфору. Для получения борнеола деревья валят в лесу, разрубают на куски и выскребают выкристаллизовавшиеся в трещинах кристаллы борнеола, затем разрубленные стволы и ветви подвергают перегонке эфирного масла с водяным паром. Из эфирного масла вымораживанием получают добавочное количество борнеола. (-)—Борнеол, или «нгай-камфора», главный компонент эфирного масла растения Blumea balsamifera, произрастающего в Индии, на юго-востоке Китая и на Зондских островах. (±)—Борнеол обнаружен во многих эфирных маслах, в то время как изоборнеол — лишь в эфирном масле можжевельника высокого.
Правовращающий борнеол встречается в эфирных маслах лаванды, розмарина и кориандра и в некоторых других культивируемых и дикорастущих растениях. Левовращающий борнеол найден в эфирном масле пихты сибирской, может быть получен из скипидара полусинтетически или из камфоры при восстановлении последней металлическим натрием в спиртовом растворе.

## Получение
Борнеолы получают:
- гидролизом борнилацетата;
- выделение из эфирных масел (борнеол);
- гидратацией пиненов (борнеол);
- действием на камфен уксусной или муравьиной кислотой в присутствии кислотного катализатора и последующим омылением эфиров (изоборнеол).

Изоборнеол в настоящее время получают гидратацией камфена в присутствии кислотных катализаторов. Ранее процесс проводили в 2 стадии: этерификацией уксусной или муравьиной кислотой и последующим гидролизом образовавшегося эфира.

## Применение
Основной полупродукт получения камфоры.
Борнеол, изоборнеол и их эфиры (борнилацетат, изоборнилацетат) применяют как компоненты парфюмерных композиций и, особенно, отдушек для мыла и товаров бытовой химии.